# Тит Гений Север (консул 141 года)
Тит Ге́ний Севе́р (лат. Titus Hoenius Severus; умер после 141 года) — римский государственный и политический деятель, ординарный консул 141 года.

## Биография
Север происходил из италийского региона Умбрия, вероятно, из города Капище Фортуны (лат. Fanum Fortunae), где в местных надписях часто встречается номен «Гений». 
О карьере Севера известно только то, что в 141 году он занимал должность ординарного консула вместе с Марком Педуцеем Стлогой Присцином.
Его сын, носивший такое же имя, в 170 году был консулом-суффектом.